# タウヌウ・ニウレバエア
タウヌウ・ニウレバエア（Taunu'u Niulevaea、2000年1月21日 - ）は、サモアのラグビーユニオン選手。

## プロフィール
- サモア出身[1]。
- ポジションはロック(LO)。
- 身長 189cm、体重 106kg

## 略歴
2024年、パリ2024五輪の7人制サモア代表に選ばれた。